# Palacios del Sil
Palacios del Sil es un municipio y villa española de la provincia de León, en la comunidad autónoma de Castilla y León. Cuenta con una población de 844 habitantes (INE 2024). Su territorio coincide en gran parte con la comarca tradicional de Ribas del Sil, y desde 2005 se encuentra igualmente integrado en el Consejo Comarcal del Bierzo.
Es uno de los municipios leoneses que son bilingües, hablándose leonés en el mismo.

## Geografía
Palacios del Sil se encuentra a 124 kilómetros de León, por Villablino y a 141 kilómetros yendo por Ponferrada, de la que dista 49 kilómetros.
El municipio tiene una superficie de 181,40 km², que se distribuyen entre las poblaciones de Corbón del Sil, Cuevas del Sil, Matalavilla, Mataotero, Palacios del Sil, Salientes, Susañe del Sil, Tejedo del Sil, Valdeprado, Valseco y Villarino del Sil.

## Naturaleza

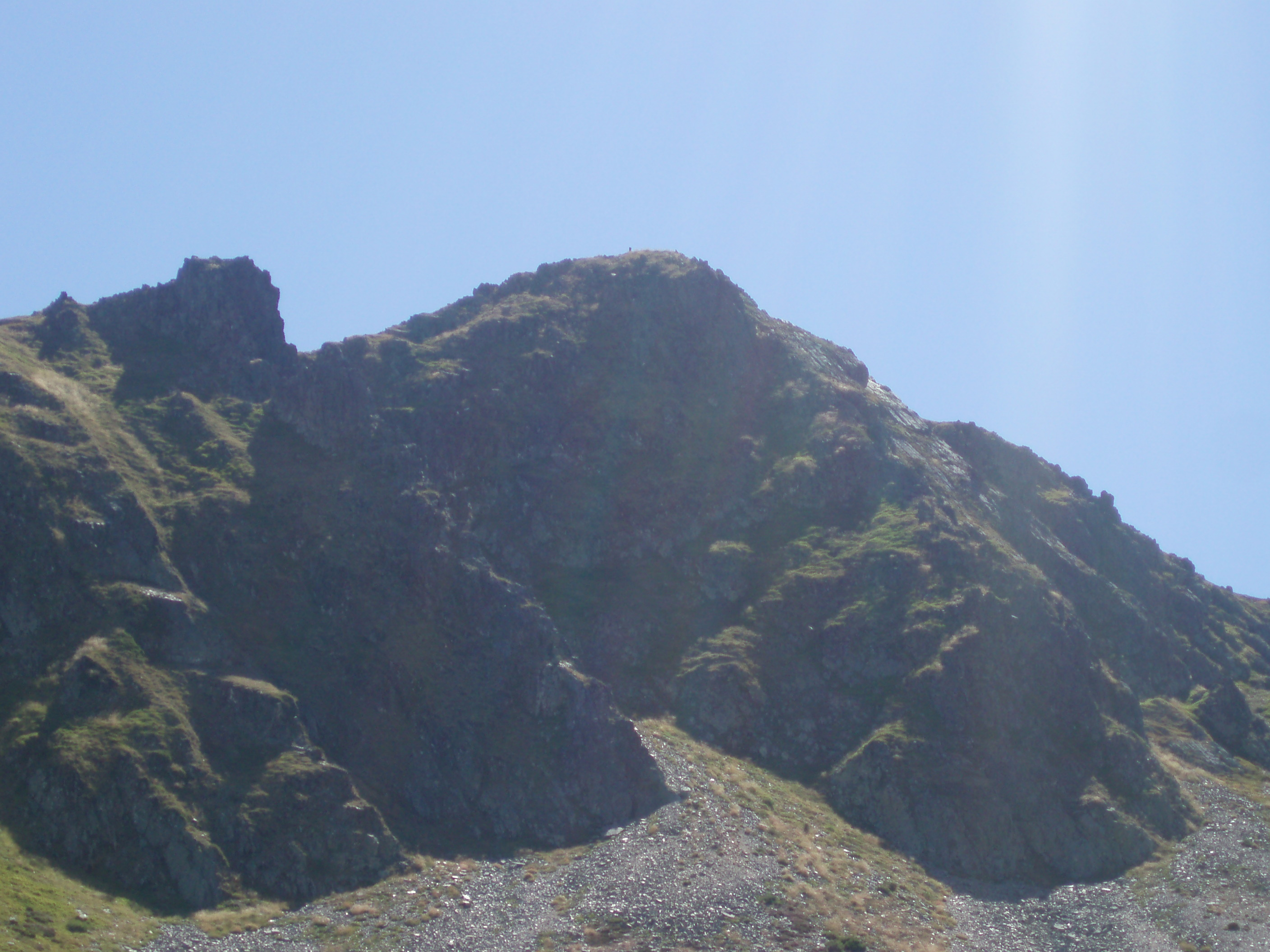
El pico Catoute

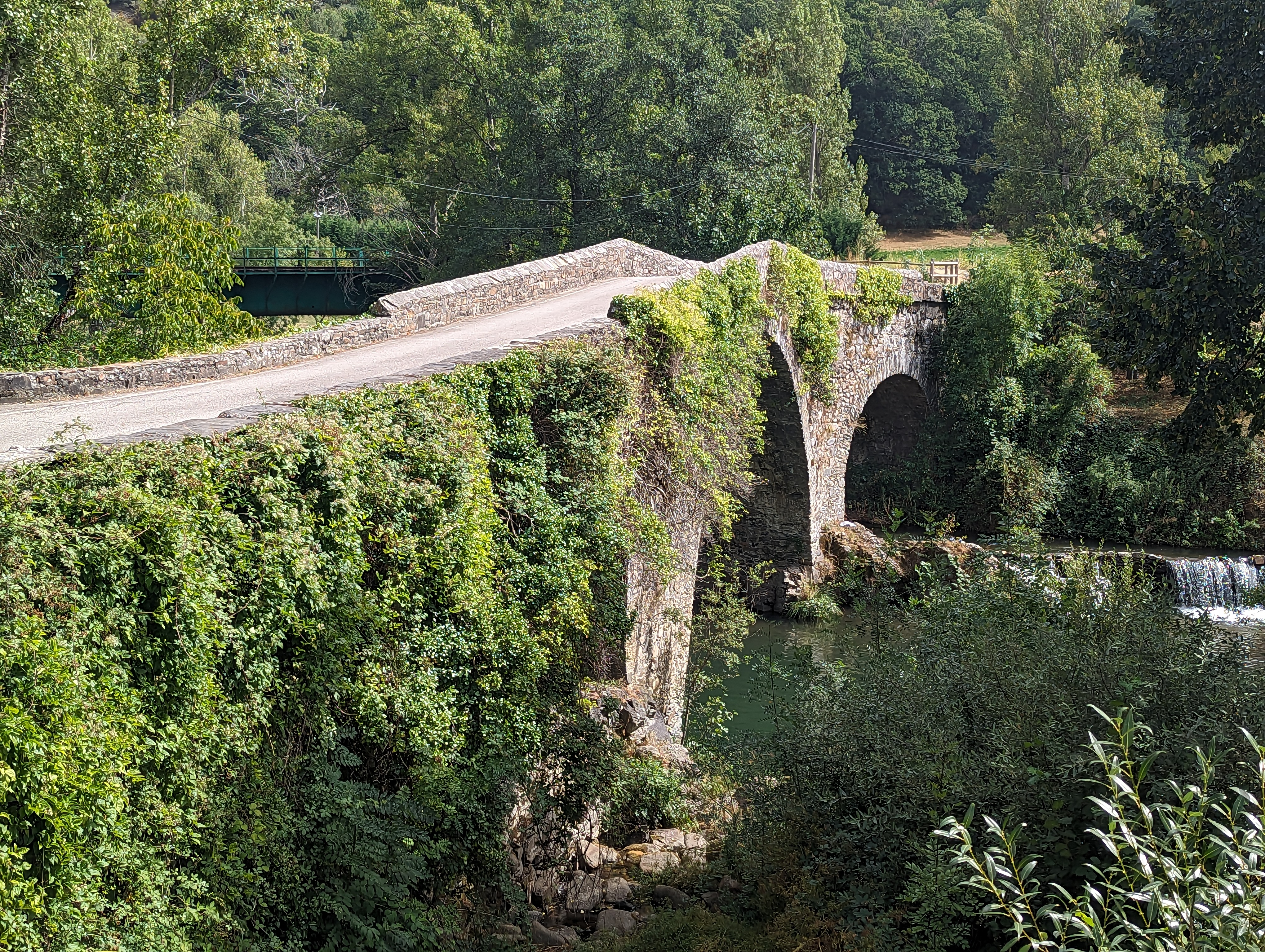
Puente sobre el río Sil

El municipio de Palacios del Sil es un territorio formado por un valle central, cuenca del río Sil, y otros valles formados por ríos secundarios afluentes del mismo.
El clima de la zona es por lo general bastante húmedo como corresponde a los valles de montaña, inviernos muy fríos y largos, con grandes períodos de heladas y nevadas bastante frecuentes. Los veranos son más bien cortos y cálidos pero sin llegar a tener períodos de aridez.
La mayoría de las vertientes al Sil de estas sierras presentan grandes desniveles y fuertes pendientes que van desde los 800 metros (río Sil) del fondo de los valles, hasta los más de 2000 metros de altitud en sus cumbres, (Peña Catoute 2117 m). En ellos se pueden observar las huellas dejadas por los glaciares acontecidos en el pasado, circos, pequeñas lagunas y vallinas en forma de artesa por donde discurren los arroyos.
Los relieves montañosos son un sistema cuya edad se remonta a varios cientos de millones de años, se han originado sobre materiales del Paleozóico y presentan una gran homogeneidad litológica. La mayor parte de las rocas que las conforman son de naturaleza silícia, siendo las cuarcitas junto a las areniscas y pizarras, las mayoritarias; así como microconglomerados alternando con pizarras más duras.
En el lecho del río hay arcillas y limos sobre arenas y conglomerados de origen fluvial. Aunque actualmente no existen explotaciones mineras en toda la zona, sí que podemos observar los efectos de la explotación de los recursos minerales del terreno.

## Historia
Los primeros vestigios de presencia humana en el municipio de Palacios del Sil datan de época romana, en la que se fechan el puente romano y el asentamiento de La Cabeza del Castro.
Posteriormente, la Edad Media trajo consigo la integración de la zona en el naciente reino de León y la creación de las actuales localidades del municipio, que nacieron del proceso repoblador de los monarcas leoneses. Así, en 1225 el rey Alfonso IX de León otorgó fuero propio a Palacios del Sil, denominado el concejo entonces como Riba de Sil.
Ya en el siglo XV, con la reducción de ciudades con voto en Cortes a partir de las Cortes de 1425, Palacios del Sil pasó a estar representado por León, lo que le hizo formar parte de la provincia de León en la Edad Moderna, conformando dentro de ésta el concejo de Ribas del Sil de Arriba.
Finalmente, en la Edad Contemporánea, en 1821 Palacios del Sil fue una de las localidades que pasó a formar parte de la provincia de Villafranca, si bien al perder esta su estatus provincial al finalizar el Trienio Liberal, en la división de 1833 Palacios quedó adscrito a la provincia de León, dentro de la Región Leonesa.

## Demografía

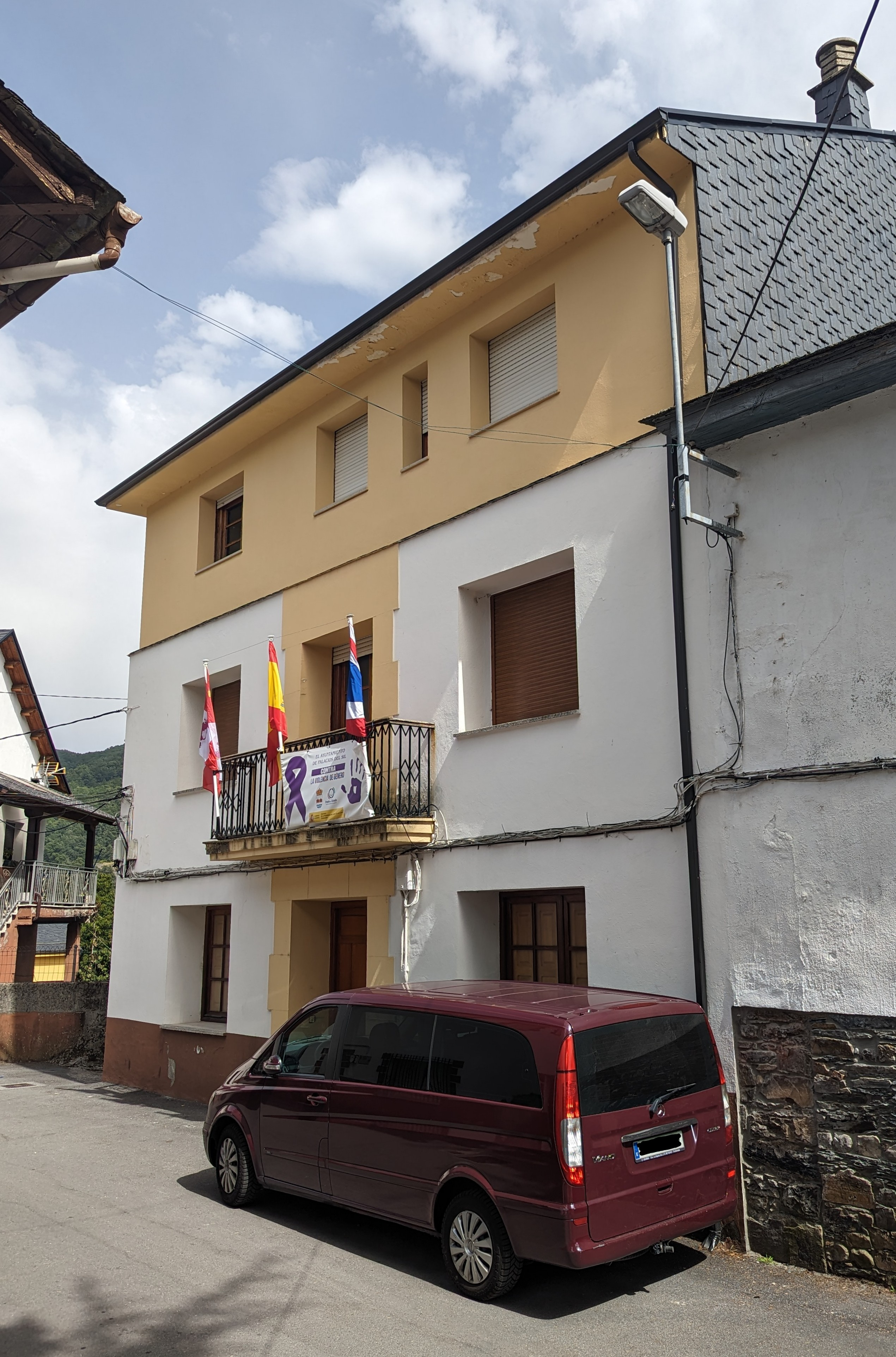
Casa consistorial

Cuenta con una población de 844 habitantes (INE 2024).
| Gráfica de evolución demográfica de Palacios del Sil entre 1842 y 2021                                                |
| |
| Población de derecho según los censos de población del INE. Población de hecho según los censos de población del INE. |

### Núcleos de población
El municipio se divide en varios núcleos de población, que poseían la siguiente población en 2024 según el INE.
| Núcleo de población | Población |
| ------------------- | --------- |
| Palacios del Sil    | 361       |
| Susañe del Sil      | 164       |
| Valseco             | 78        |
| Cuevas del Sil      | 56        |
| Salientes           | 43        |
| Matalavilla         | 41        |
| Tejedo del Sil      | 31        |
| Villarino del Sil   | 28        |
| Corbón del Sil      | 15        |
| Mataotero           | 15        |
| Valdeprado          | 15        |

## Economía

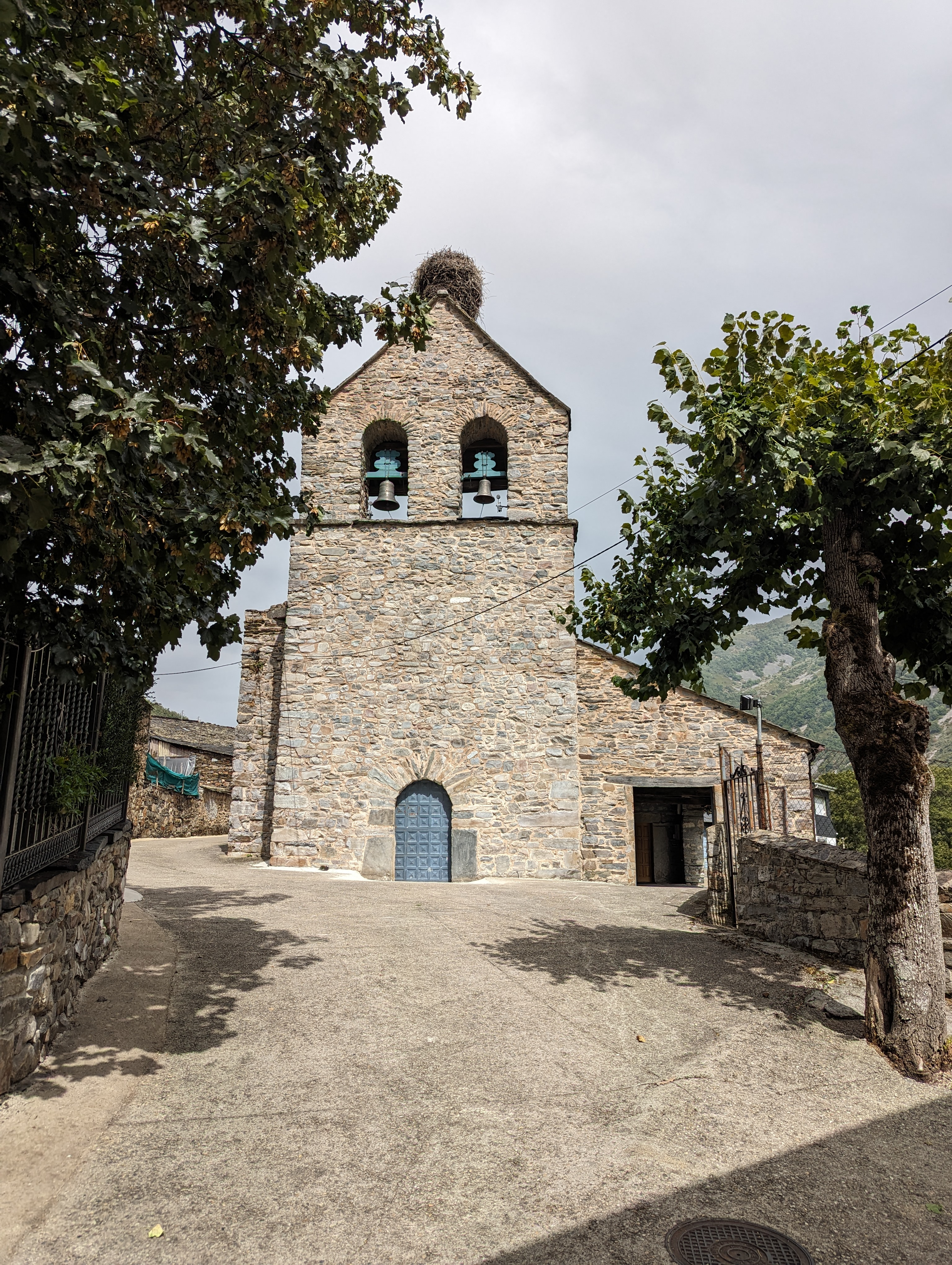
Iglesia de Santa Leocadia

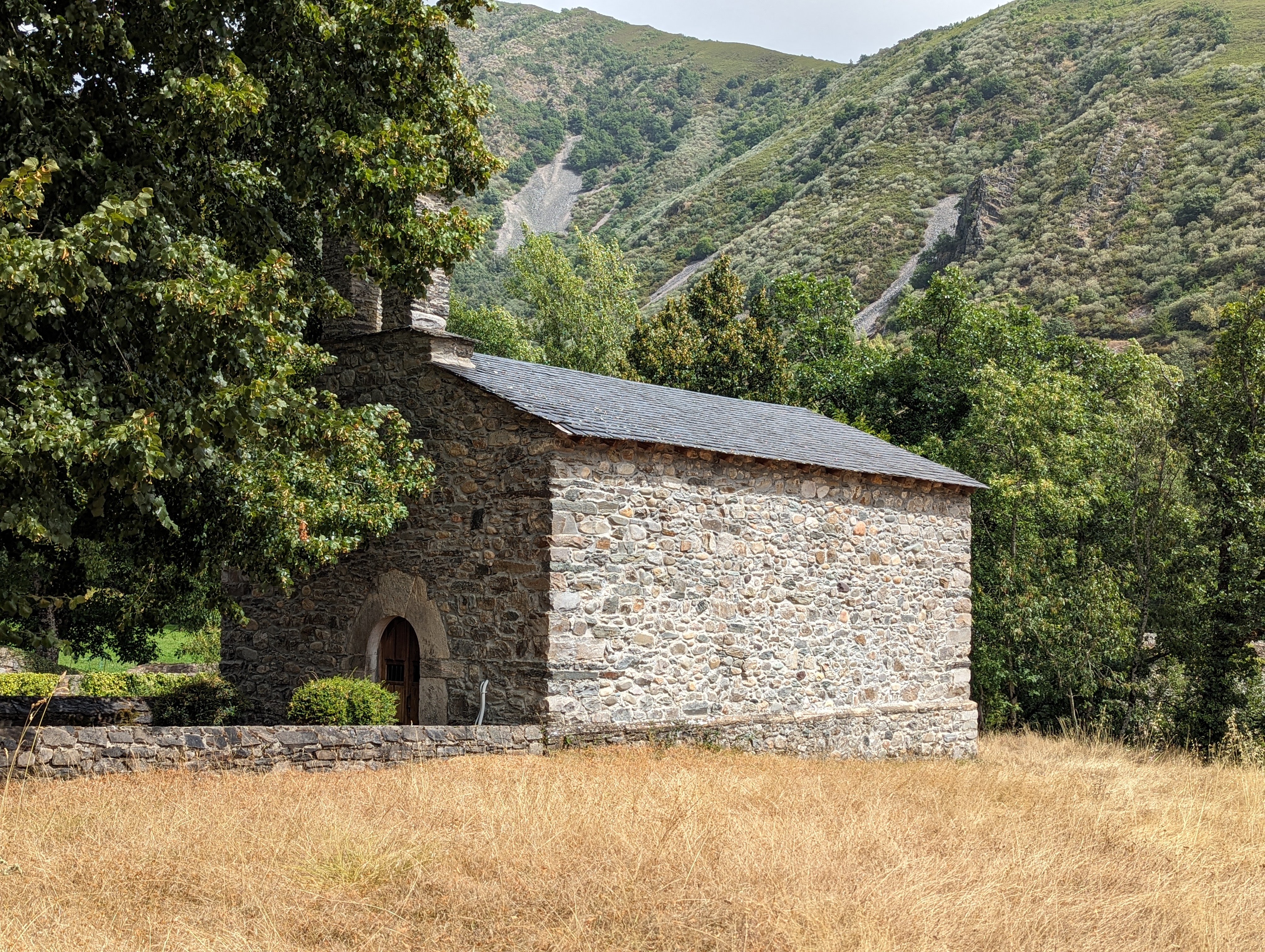
Ermita de San Roque

La economía de estos parajes ha sido eminentemente agrícola y ganadera hasta la llegada de la minería del carbón y el trazado del ferrocarril. La agricultura era de subsistencia, cultivando cereal para el consumo humano y de los animales, hortalizas en las huertas de ribera que aún hoy se conservan. La ganadería era extensiva, aprovechaba los pastos de altura en el verano y los ricos prados en primavera y otoño. La hierba del verano era el sustento del ganado en los largos inviernos.
La llegada de la minería ha ido cambiando poco a poco la forma de vida de gran parte de las gentes de este municipio, conservando al mismo tiempo las costumbres de los habitantes de los pueblos más alejados de estas explotaciones. La economía ha pasado de ser eminentemente agrícola-ganadera a una economía mixta, alternando el trabajo en la mina o en el ferrocarril con el trabajo en el campo, creando unas economías saneadas. No se debe olvidar el papel que ha desempeñado la mujer en esta forma de vida. En torno a ella giraba toda la organización del núcleo familiar, creando verdaderos matriarcados y trabajando en labores que se consideraban propias de los hombres.

## Cultura

### Fiestas
- 13 de mayo en honor de la Virgen de Fátima.
- 16 de agosto festividad de San Roque.

### Gastronomía
Los platos que se pueden degustar son: la empanada, fisuelos, caldo de castañas, chanfaina, truchas, cabrito asado, Cachelada (cachelos, repollo y fréjoles), sopas de ajo, botillo, caldo de berzas y en la repostería destacan: las flores, torrijas, compota de frutas, castañas asadas o cocidas, cuajada de leche, brazo gitano, queso y para beber aguardiente.